# Kwame Quansah
Kwane Quansah (Tema, 24 novembre 1982) è un ex calciatore ghanese, di ruolo centrocampista.

## Caratteristiche tecniche
Gioca come mediano destro.

## Carriera

### Club
Il debutto professionistico di Quansah risale al 2000 quando con la maglia dell'Asante Kotoko collezionò 15 presenze e 2 gol. Dopo questa stagione il ghanese sbarcò nei Paesi Bassi per giocare in Eredivisie con l'Ajax. Durante la permanenza del suo cartellino nella capitale olandese Quansah fu ceduto in prestito a diverse squadre tra cui il Germinal Beerschot, club belga di Anversa che all'epoca militava nella Jupiler League (massima divisione belga) e l'AIK ovvero la squadra di Solna, nelle vicinanze di Stoccolma.
Nel 2004 tornò in Eredivisie vestendo la maglia dell'Heracles Almelo, sua attuale squadra, con la quale ha collezionato 258 presenze e 26 gol.

### Nazionale
Kwame Quansah debuttò nel 2008 nella Nazionale di calcio ghanese in un'amichevole contro il Sudafrica.

## Palmarès

### Club

#### Competizioni nazionali
- Campionato olandese: 1

Ajax: 2001-2002
- Coppa dei Paesi Bassi: 1

Ajax: 2001-2002
- Eerste Divisie: 1

Heracles Almelo: 2004-2005